# Someone Wake Me Up
Someone Wake Me Up è un singolo del cantante pop britannico Joe McElderry, pubblicato il 5 dicembre 2010 dall'etichetta discografica Syco.
Il brano è stato scritto da Liam Keenan, Ben Collier, Ray Hedges e Nigel Butler e prodotto da questi ultimi. È stato estratto come singolo dall'album di debutto del cantante, Wide Awake, uscito nell'ottobre precedente, ed è stato inserito nella colonna sonora del film Le cronache di Narnia - Il viaggio del veliero pur non comparendo nel film.
Il singolo contiene come b-side il brano There's a Place for Us, quest'ultimo invece presente nella pellicola e inciso da differenti artisti a seconda del paese e affidato a McElderry per la versione britannica del film.

## Tracce
1. Someone Wake Me Up – 3:24
2. There's a Place for Us – 3:51

## Classifiche
| Classifica (2010) | Posizione raggiunta |
| ----------------- | ------------------- |
| Regno Unito       | 68                  |